# Jevhenij Jenin
Jevhenij Volodymyrovyč Jenin (in ucraino Євгеній Володимирович Єнін?; Dnipropetrovs'k, 19 novembre 1980 – Brovary, 18 gennaio 2023) è stato un funzionario e politico ucraino, vice ministro degli affari interni dal 2021 fino al 18 gennaio 2023.

## Biografia

### Carriera
Fu vice procuratore generale dell'Ucraina dal 2016 al 2019 e vice ministro degli affari esteri dell'Ucraina dal 2020 al 2021. Dal 2012 al 2016 lavorò a Roma, presso l'ambasciata ucraina: oltre all'ucraino e all'italiano, parlava l'inglese e il rumeno.

### Morte
Jenin è morto il 18 gennaio 2023, insieme al ministro degli interni ucraino Denys Monastyrs'kyj, schiantandosi con l'elicottero su cui erano a bordo.